# The Chronicle of Higher Education
The Chronicle of Higher Education («Crónica de la Educación Superior» en inglés) es un periódico y sitio web que presenta noticias, información y puestos de trabajo para profesores universitarios y de otros ámbitos estudiantiles (miembros de personal y administradores). Se requiere suscripción para leer algunos artículos.
The Chronicle, con sede en Washington, D. C., es un importante servicio de noticias sobre asuntos académicos de los Estados Unidos. Se publica todos los días de la semana en línea y aparece semanalmente en forma impresa, excepto cada dos semanas en mayo, junio, julio y agosto y las últimas tres semanas en diciembre. En forma impresa, The Chronicle se publica en dos secciones: la sección A con noticias, la sección B con listas de trabajos y The Chronicle Review, una revista de arte e ideas.
También publica The Chronicle of Philanthropy, un periódico para el mundo sin fines de lucro; The Chronicle Guide to Grants, una base de datos electrónica de subvenciones corporativas y de fundaciones; y el portal web Arts & Letters Daily.

## Historia
Corbin Gwaltney fue el fundador y editor de la revista de exalumnos de la Universidad Johns Hopkins desde 1949. En 1957, se unió a los editores de revistas de varios otros colegios y universidades para un proyecto editorial para investigar los problemas de la educación superior en perspectiva. La reunión tuvo lugar  el 4 de octubre de 1957, el mismo día en que el primer Sputnik dio la vuelta a la Tierra, por lo que el proyecto "Moonshooter" se formó como un suplemento de educación superior para las revistas universitarias. Los editores de revistas universitarias prometieron el 60 por ciento de un número de su revista para financiar el suplemento. El primer Moonshooter Report tenía 32 páginas y se titulaba American Higher Education, 1958. Vendieron 1,35 millones de copias a 15 colegios y universidades. Para el tercer año del proyecto, la circulación del suplemento superó los tres millones.
The Chronicle recaudó $ 33 millones en ingresos publicitarios y $ 7 millones en ingresos por circulación en 2003.

## Premios
A lo largo de los años, el periódico ha sido finalista y ganador de varios premios de periodismo. En 2005, dos informes especiales, sobre fábricas de diplomas y plagio, fueron seleccionados como finalistas en la categoría de informes para un Premio Nacional de Revistas. Fue finalista del premio a la excelencia general todos los años desde 2001 hasta 2005.